# Trachonurus sentipellis
Trachonurus sentipellis är en fiskart som beskrevs av Gilbert och Cramer, 1897. Trachonurus sentipellis ingår i släktet Trachonurus och familjen skolästfiskar. Inga underarter finns listade i Catalogue of Life.